# Phil Neumann
Phil Yannik Neumann  (* 8. Juli 1997 in Herten) ist ein deutscher Fußballspieler. Seit der Saison 2025/26 steht er bei Birmingham City unter Vertrag.

## Karriere

### Im Verein
Am 29. Juli 2017 gab Neumann sein Debüt für den FC Ingolstadt 04 in der 2. Bundesliga, als er beim Saisonstart gegen den 1. FC Union Berlin in der Startelf stand. In der 66. Minute wurde er gegen Florent Hadergjonaj ausgewechselt. Das Spiel endete 1:0 für die Berliner. Beim 2:2 gegen den MSV Duisburg am 3. November 2018, dem 12. Spieltag der Saison 2018/19, erzielte er seinen ersten Profitreffer.
Nach dem Abstieg Ingolstadts aus der zweiten Liga schloss er sich zur Saison 2019/20 Holstein Kiel an. Der Verteidiger erhielt einen bis Juni 2022 gültigen Vertrag.
Zur Saison 2022/23 wechselte Neumann nach seinem Vertragsende ablösefrei zum Ligakonkurrenten Hannover 96, bei dem er einen Vertrag bis zum 30. Juni 2025 unterschrieb. Im Anschluss daran wechselt er nach England zu Birmingham City.

### Nationalmannschaft
Neumann ist ehemaliger DFB-Juniorennationalspieler. Mit der deutschen U19-Auswahl nahm er an der EM 2016 teil. Mit der U20-Nationalmannschaft spielte er 2017 bei der U20-WM in Südkorea.